# Kajetan Morykoni
Kajetan Morykoni (ur. 2 września 1774 w Wełczu, zm. 27 grudnia 1830 w Płocku) – polski nauczyciel, w latach 1819–1830 rektor Szkoły Wojewódzkiej Płockiej, organizator i członek założyciel Towarzystwa Naukowego Płockiego (1820); wolnomularz.
Studiował od 1793 na Wydziale Prawa w Akademii Lwowskiej, gdzie w listopadzie 1810 przyjął obowiązki nauczyciela Szkoły Departamentowej w Lublinie. Tam uczył geografii, historii, filozofii i literatury polskiej. W latach 1811–1812 brał udział w organizowaniu pierwszej biblioteki publicznej w Lublinie. Był sekretarzem Lubelskiego Towarzystwa Dobroczynności, komisarzem oświecenia oraz członkiem Komisji Wojewódzkiej Podlaskiej w Siedlcach. W styczniu 1819 otrzymał stanowisko rektora Szkoły Wojewódzkiej Płockiej.

## Twórczość
- Opis życia Kajetana Morykoni, rektora Szkoły Wojewódzkiej Płockiej: autobiografia. mazowsze.hist.pl. [zarchiwizowane z tego adresu (2017-12-06)]., „Rocznik Towarzystwa Naukowego Płockiego”, 2, 1930/1931, s. 163–170.

## Literatura
- R. Michałowski, Kajetan Morykoni, „Notatki Płockie”, 12, 1967, nr 3-4 (43-44), s. s. 34–37.
- N.Wójtowicz, Człowiek – Humanista – Patriota, „Szewska Pasja”, R. 1 (1996), nr 7, s. 3–6